# 波萝勉省
波罗勉省（高棉語發音：[kʰaet prɨj ʋɛːŋ]）是柬埔寨南部的一個省，南鄰越南，座落湄公河東岸，位於柬埔寨首都金邊東方。首府波蘿勉。下分12縣。
該省名字在高棉語中意思是「長長的森林」、「大森林」。然而，該省的林地已因過去三十年農地的開拓而逐漸消失。

## 地理
該國兩條主要河流——湄公河、巴薩河（洞里薩湖支流）—流經該省，總面積4,883平方公里，約占全國總面積（181,035平方公里）的2.7%。省內人居土地約占9.12%（445.18平方公里）、約63.49%（3,100平方公里）為農業用地、約3.99%（194.61平方公里）為林地、22.18%（1,082.86平方公里）為公共用地（如公路、河流等）。其餘60.35平方公里（約1.24%）為未使用區域。

## 人口
2008年人口數為947,357人，約占全國總人口（13,388,910人）的7.07%，其中80.54%的人口務農（825,818人）、13.72%（140,685人）的居民以捕魚為生、4,35%（44,561人）經商、1.39%（14,267人）為政府人員。人口密度約為194人/平方公里。
絕大多數居民為高棉人，僅1.13%為少數民族，如京族（或稱“越族”）、占族、寮族。

## 行政区划
- 巴布农县（ស្រុកបាភ្នំ）
- 近知名县（ស្រុកកំចាយមារ）
- 禾蜜县（磅略白县，ស្រុកកំពង់ត្របែក）
- 近志县（ស្រុកកញ្ជ្រៀច）
- 梅桑县（ស្រុកមេសាង）
- 边佐县（ស្រុកពាមជរ）
- 边罗县（ស្រុកពាមរក៏）
- 别良县（ស្រុកពារាំង）
- 柏斯赖县（ស្រុកព្រះស្ដេច）
- 波罗勉县（ក្រុងព្រៃវែង）
- 磅列县（ស្រុកកំពង់លាវ），又名河良县（ស្រុកពោធិ៍រៀង）
- 西托干丹县（ស្រុកស៊ីធរកណ្ដាល）
- 斯外安多县（ស្រុកស្វាយអន្ទរ）